# Мортонс-Геп (Кентуккі)
Мортонс-Геп (англ. Mortons Gap) — місто (англ. city) в США, в окрузі Гопкінс штату Кентуккі. Населення — 728 осіб (2020).

## Географія
Мортонс-Геп розташований за координатами 37°14′32″ пн. ш. 87°28′3″ зх. д. / 37.24222° пн. ш. 87.46750° зх. д. (37.242200, -87.467543).  За даними Бюро перепису населення США в 2010 році місто мало площу 3,04 км², з яких 3,02 км² — суходіл та 0,02 км² — водойми.

## Демографія
Згідно з переписом 2010 року, у місті мешкали 863 особи в 350 домогосподарствах у складі 239 родин. Густота населення становила 284 особи/км².  Було 399 помешкань (131/км²).
Расовий склад населення:
| - 95,9 % — білих - 2,2 % — чорних або афроамериканців - 0,3 % — корінних американців |

До двох чи більше рас належало 0,7 %. Частка іспаномовних становила 2,3 % від усіх жителів.
За віковим діапазоном населення розподілялося таким чином: 21,6 % — особи молодші 18 років, 61,6 % — особи у віці 18—64 років, 16,8 % — особи у віці 65 років та старші. Медіана віку мешканця становила 42,4 року. На 100 осіб жіночої статі у місті припадало 94,8 чоловіків;  на 100 жінок у віці від 18 років та старших — 86,0 чоловіків також старших 18 років.
Середній дохід на одне домашнє господарство  становив 39 941 долар США (медіана — 30 060), а середній дохід на одну сім'ю — 45 569 доларів (медіана — 35 833). За межею бідності перебувало 31,4 % осіб, у тому числі 51,9 % дітей у віці до 18 років та 16,3 % осіб у віці 65 років та старших.
Цивільне працевлаштоване населення становило 331 осіб. Основні галузі зайнятості: освіта, охорона здоров'я та соціальна допомога — 20,2 %, виробництво — 19,0 %, мистецтво, розваги та відпочинок — 11,8 %, роздрібна торгівля — 10,3 %.